# چاد ( سریال تلوزیونی)
چاد (به انگلیسی: Chad) یک مجموعه طنز آمریکایی است که نسیم پدراد که در نقش اصلی نیز بازی می‌کند، سازندهٔ آن است. پدراد در این سریال در نقش یک پسر ۱۴ سالهٔ ایرانی که در سال اول دبیرستان است، ایفای نقش می‌کند.
چاد را در اصل فاکس در سال ۲۰۱۶ خریده بود. فاکس سفارش داده بود که سریالی با عنوان چاد: پسری آمریکایی ساخته شود. بنا بود که مفهوم این سریال، این باشد: «پسری ۱۴ ساله در بلوغ نوجوانی که وظیفه دارد مرد خانه باشد». متن این سریال قرار بود با متن اصلی که پدراد و راب روزل نوشته بودند ساخته شود، اما هرگز این سریال به مرحلهٔ تولید نرسید. در سال ۲۰۱۹، این سریال را TBS انتخاب کرد و با پخش تریلر در ۱۵ مه ۲۰۱۹، فصل اول پخش شد و اولین قسمت آن در ۶ آوریل ۲۰۲۱ پخش شد.

## بازیگران
- نسیم پدراد در نقش چاد
- جیک رایان در نقش پیتر
- پل شهیدی در نقش حمید
- صبا همایوندر نقش ناز
- الکسا لو در نقش دنیس
- الا میکا در نقش نیکی
- توماس باربوسکا در نقش رید

## از نگاه منتقدین

### بازخورد منتقدان
این مجموعه با انتقادات مختلفی از منتقدان روبرو شده‌است. در Rotten Tomatoes، فصل اول دارای امتیاز منتقدان ۱۰۰٪ بر اساس ۵ رأی است اما امتیاز مخاطبان rotten tomato به این سریال ۲۵٪ بر اساس ۸ رأی است. در Metacritic، این فصل از ۱۱ منتقد نمره ۶۵ از ۱۰۰ را نشان می‌دهد که نشان دهنده «بررسی‌های معمولاً مطلوب» است.